# دانتيلا (فلم)
دانتيلا هو فيلم مصري بطولة : يسرا - إلهام شاهين - محمود حميدة وهو من إخراج إيناس الدغيدي. الفيلم مقتبس عن الرواية الأمريكية «الشواطيء» (بالإنجليزية : Beaches ) لـ آيرس راينر دارت.
يحكي الفيلم قصة صديقتين تعمل إحداهما مطربة وتسافر الأخرى إلى الخارج إثر زواجها من ديبلوماسي يفشل زواجها بسببها فتعود إلى مصر لتجد أن صديقتها استولت على حب عمرها وتزوجته فتشتعل الغيرة في قلبها وتقرر استعادة ذلك الرجل - محمود حميدة - الذي يجد في الزواج منهما هما الإثنتين أفضل الحلول، فنشاهد مشاهد غيرة عديدة وكيد نساء في قالب كوميدي... وفي النهاية تقرر الاثنتان التخلص من الزوج لأنهما اكتشفتا أن صداقتها أعمق وأمتن من أن يفسدها رجل

## وصلات خارجية
- مقالات تستعمل روابط فنية بلا صلة مع ويكي بيانات